# Convergence 84 pour l'égalité
Convergence 84 pour l'égalité, aussi nommée Convergence pour l'égalité ou Convergence 84, est une marche contre le racisme organisée en 1984. Elle commence le 3 novembre 1984 dans cinq villes de France et se termine le 1er décembre 1984 à Paris, lors d'une manifestation réunissant 30 000 personnes.

## Revendication
La Marche pour l'égalité et contre le racisme organisée en 1983, s'était soldée sur un échec politique. La revendication pour l'égalité avait été abandonnée au profit de la critique du racisme. Ceci explique que différents partis aient pu essayer de se réapproprier le mouvement - notamment le PS avec la création de SOS Racisme, mené par Harlem Désir. Convergence 84 oriente donc ses revendications vers l'égalité et non la critique du racisme, elle refuse donc tout soutien partisan. Elle revendique aussi une appartenance multi-ethnique, défendant les secondes générations de toutes les origines, et non pas seulement les personnes considérée comme beurs. Née d'un des groupuscules qui se sont constitués après la destructuration du Collectif jeunes de la Marche de 1983, elle prend pour mot d'ordre : « La France c'est comme une mobylette, pour avancer, il lui faut du mélange », l'un des slogans des pancartes de la manifestation parisienne de la marche de 1983.

## Organisation
La personnalité qui a émergé de cette marche est celle de Farida Belghoul, considérée à maints égards comme la principale responsable de l'organisation du mouvement. José Vieira eut aussi un rôle important dans la définition des cinq trajets. Il est par ailleurs exemplaire de l'orientation du mouvement vers la communauté portugaise, une des plus importantes de France, mais que la marche de 1983 n'avait pas trop représentée.
Cette marche se caractérise par un départ conjoint depuis plusieurs grandes villes de France - au contraire de celle de 1983 qui ne commençait qu'à Marseille. Les villes concernées furent Brest, Lille, Strasbourg, Marseille et Toulouse. Par ailleurs cette marche ne s'est pas faite à pied, mais en mobylette. Chacun des trajets fut associé à un groupe ethnique, pour montrer au pays la multiculturalité de la France.

## Manifestation parisienne
La marche s'est fini le 1er décembre à Paris avec une manifestation qui a permis de réunir 30 000 personnes. Farida Belghoul y est intervenue avec sa « Lettre aux convaincus ». Elle y fustigeait les « faux anti-racistes » opportunistes, de façon controversée car ceux-ci restent nécessaires pour la portée médiatique du mouvement.

## Conséquences
La marche fut un échec relatif : peu médiatisée, la manifestation finale fut trois fois moins importante que celle de 1983. De fortes dissensions s'exprimèrent et l'organisation fut médiocre. Le texte de Farida Belghoul partagé la veille avec les militants ne faisait pas l'unanimité. José Vieira était par ailleurs absent lors de la manifestation finale. Cette marche fut par ailleurs l'occasion par laquelle le Parti socialiste alors au pouvoir à cherché à mettre en place une stratégie de contournement des associations issues de l'immigration, notamment par la création de SOS Racisme la même année.